# Martin Greif (Schauspieler)
Martin Andreas Greif (* 14. Juli 1973 in Schrobenhausen) ist ein deutscher Schauspieler.

## Leben
Martin Greif studierte von 1996 bis 2000 in Rostock an der Hochschule für Musik und Theater. Im Anschluss an das Studium war er von 2000 bis 2003 fest am Staatstheater Cottbus engagiert. 2002 gastierte er bei den Schlossfestspielen Neersen; er trat dort als Junker Bleichenwang in Was ihr wollt und als Mortimer in Maria Stuart auf. Ab 2003 war Greif als freischaffender Schauspieler unter anderem an den Städtischen Bühnen Münster, der Komödie am Kurfürstendamm, an der Komödie Winterhuder Fährhaus (2004) und am Theater der Jugend Wien (2004) tätig.
Von 2006 bis 2009 war Greif am Theater Gera/Altenburg engagiert. Er spielte dort unter anderem Werther in einer Bühnenfassung des Romans Die Leiden des jungen Werthers (2007), Orest in Iphigenie auf Tauris (2007), Marchese von Forlipopoli in Mirandolina (2007) und die Titelrolle von Amadeus (Spielzeit 2008/2009).
Ab der Spielzeit 2009/2010 war er festes Ensemblemitglied am Nationaltheater Weimar; dort spielte er unter anderem Herzog von Alba in Don Karlos (2009), Erich in Geschichten aus dem Wienerwald (2010) und Andres in Woyzeck (2010). Seit Sommer 2011 ist er erneut als freischaffender Schauspieler tätig. 2012 spielte er am Theater Rudolstadt die Rolle des Don Valerio in der Komödie Tumult im Narrenhaus von Lope de Vega im Rahmen der Sommertheateraufführungen auf Schloss Heidecksburg. In der Spielzeit 2012/2013 trat er dort als Gast erneut auf. Er übernahm dort die Rolle des Ken Gorman in der Komödie Gerüchte...Gerüchte von Neil Simon und des Lehrers Alter Ego in Jugend ohne Gott.
Greif wirkte auch in einigen Film- und TV-Produktionen mit. In der Kriminalfilmreihe Polizeiruf 110 verkörperte er 2001 in dem Film Fluch der guten Tat den aus der Slowakei stammenden Jugendlichen Vladi Ossadnek aus Förderprojekt Integra, einer privaten Initiative, die sich um Jugendliche in sozialen Brennpunkten kümmert. In seiner Rolle spielte Greif einen der Verdächtigen bei der Ermordung des jungen Roma Arpad Nagy. 2011 war er in einer kleinen Rolle als „Bote des Königs“, der die Botschaft des Königs zur Balleinladung der Stiefmutter und deren Tochter Annabella überbringt, in dem Märchenfilm Aschenputtel zu sehen. Zuvor wirkte Greif auch neben Andreas Bieber (Hans) in der Märchenverfilmung Hans im Glück (1999) mit.
Er hatte außerdem  Episodenrollen in den Fernsehserien Die Wache (2000), Der Landarzt (2002; als Betrüger Herr Strempel, der Kunstschätze aus der Schlei bergen will, in der Folge Sommertagsliebe) und In aller Freundschaft (2002; als Schläger Daniel Weber in der Folge Der erste Schritt).
Greif spielte auch in einigen Kurzfilmen mit.

## Filmografie (Auswahl)
- 1999: Hans im Glück
- 2000: Die Wache (TV-Serie, eine Folge)
- 2001: Polizeiruf 110: Fluch der guten Tat
- 2002: Der Landarzt (TV-Serie, eine Folge)
- 2002: In aller Freundschaft (TV-Serie, eine Folge)
- 2004: Sieben (Kurzfilm)
- 2008: Dat Wichtigste … (Kurzfilm)
- 2008: Unschuldig (TV-Serie, eine Folge)
- 2011: Aschenputtel
- 2012: Für Elise (Kinofilm)